# Alexander Nix
Alexander James Ashburner Nix (* 1. května 1975) je britský odborník na strategickou komunikaci. Po několika letech práce jako finanční analytik v Mexiku a Spojeném království začal pracovat pro velmi kontroverzní výzkumnou organizaci SCL Group, kde vedl její divizi zaměřenou na volby (SCL Elections). V pozici jednoho z ředitelů SCL Group proslul svými zákeřnými marketingovými tahy, mezi které patří například manipulace s veřejným míněním a vydírání.
V současné době je suspendovaným generálním ředitelem společnosti Cambridge Analytica, což byla původně americká divize SCL Group. Nix z této role odstoupil poté, co došlo k odhalení jeho agresivních marketingových tahů a americkou i britskou společností otřáslo zneužití osobních informací více než 87 miliónů lidí, za kterým měla stát právě Cambridge Analytica. V rámci nastalé kontroverze se ukázalo, že tyto informace Nixova společnost využila v několika amerických a britských politických kampaních jako byla kampaň Brexitu nebo prezidentské kampaně Teda Cruze a Donalda Trumpa. Přitom údajně ovlivnila více než 200 voleb po celém světě a působila také v České republice. Organizace je nejasným způsobem také napojena na ruskou společnost Lukoil.
V roce 2018 se Nix stal ředitelem společnosti Emerdata, přičemž později do této společnosti přešli další členové vedení Cambridge Analytica. Jedním z šéfů této společnosti je také Johnson Ko, čínský magnát bezpečnostního průmyslu, napojený, mimo jiné, na světové žoldácké organizace.